# Psilogramma increta
Psilogramma increta är en fjärilsart som beskrevs av Walker 1864. Psilogramma increta ingår i släktet Psilogramma och familjen svärmare. Inga underarter finns listade.

## Bildgalleri

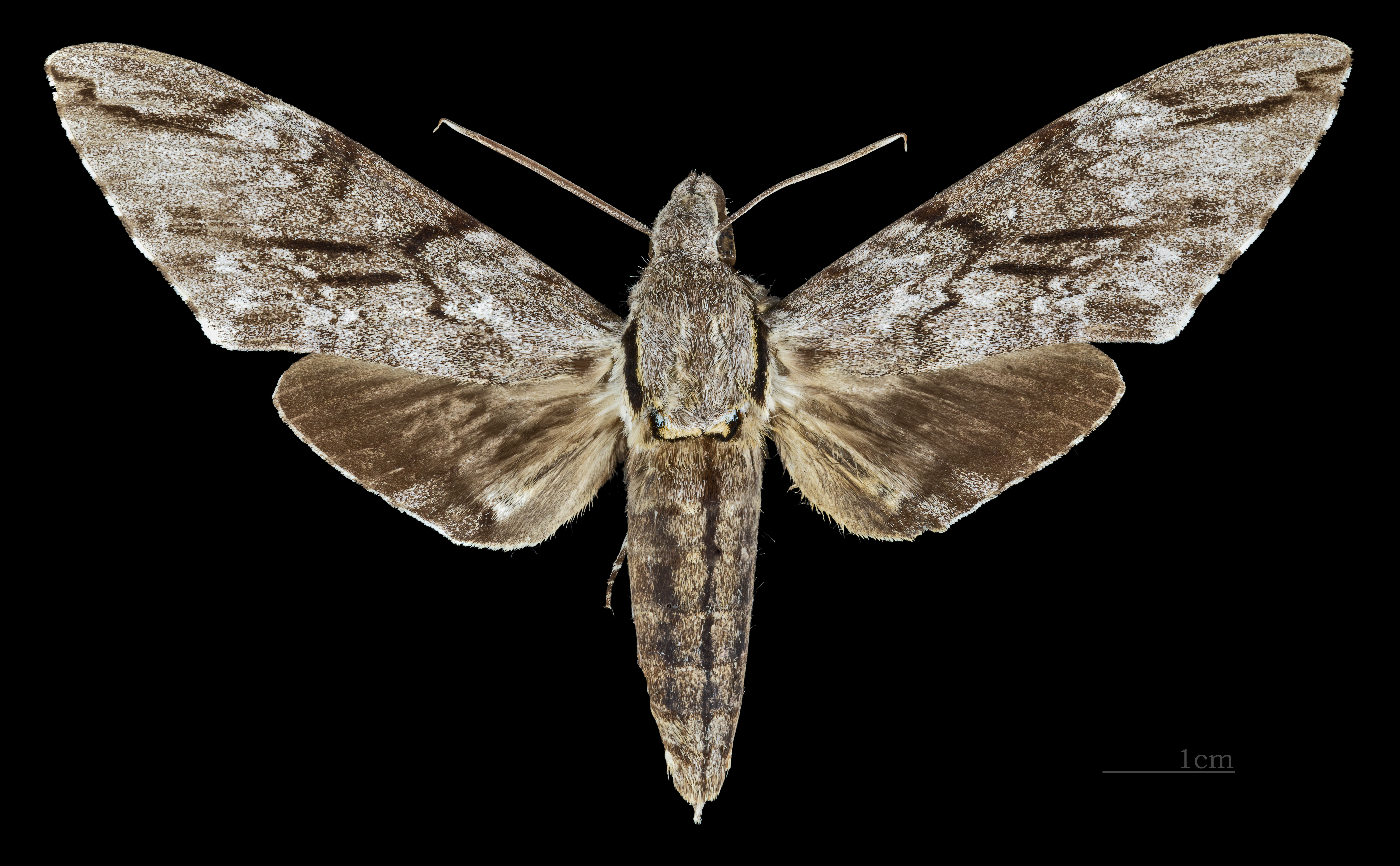
Psilogramma increta  ♂
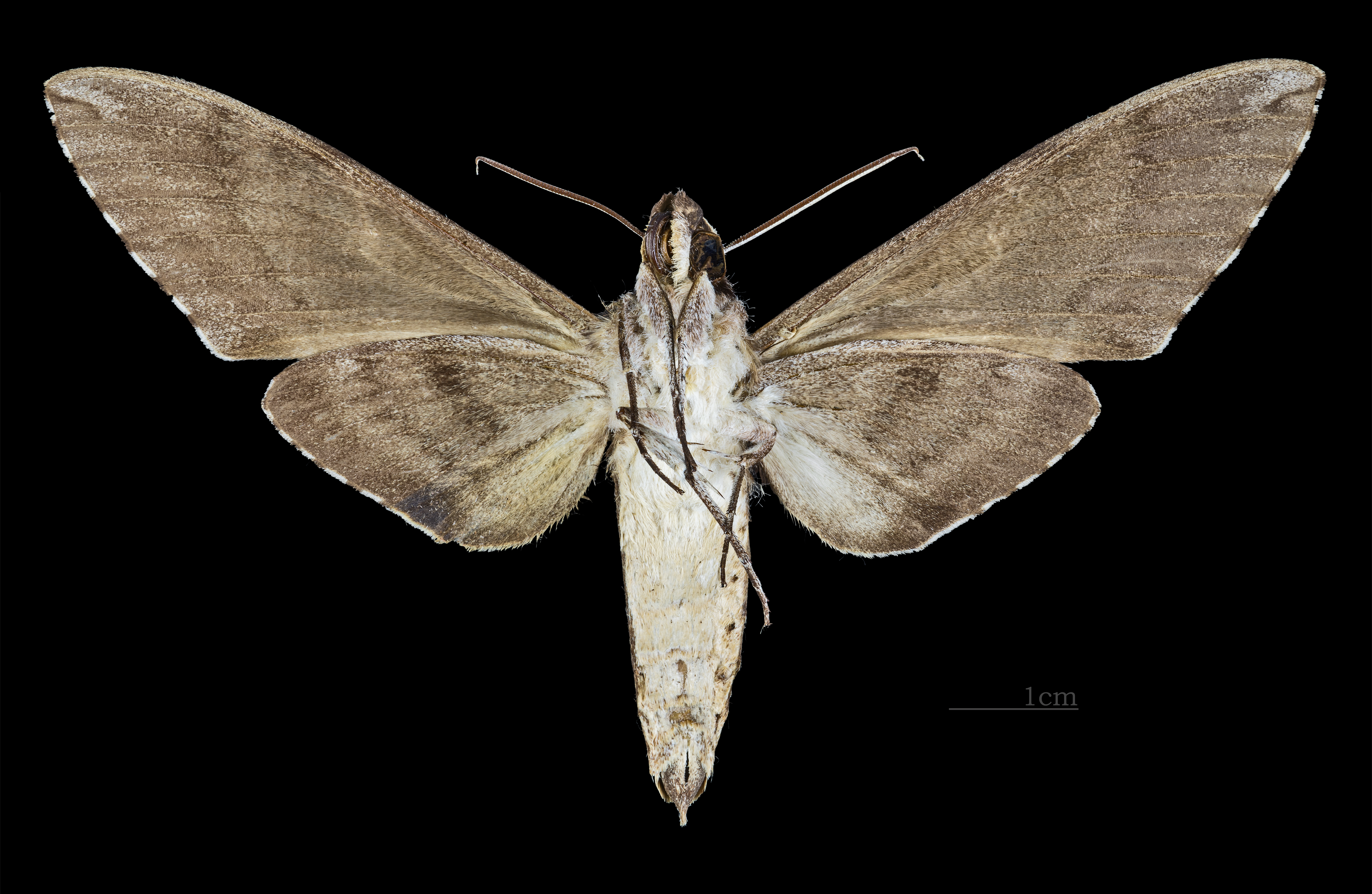
Psilogramma increta  ♂ △
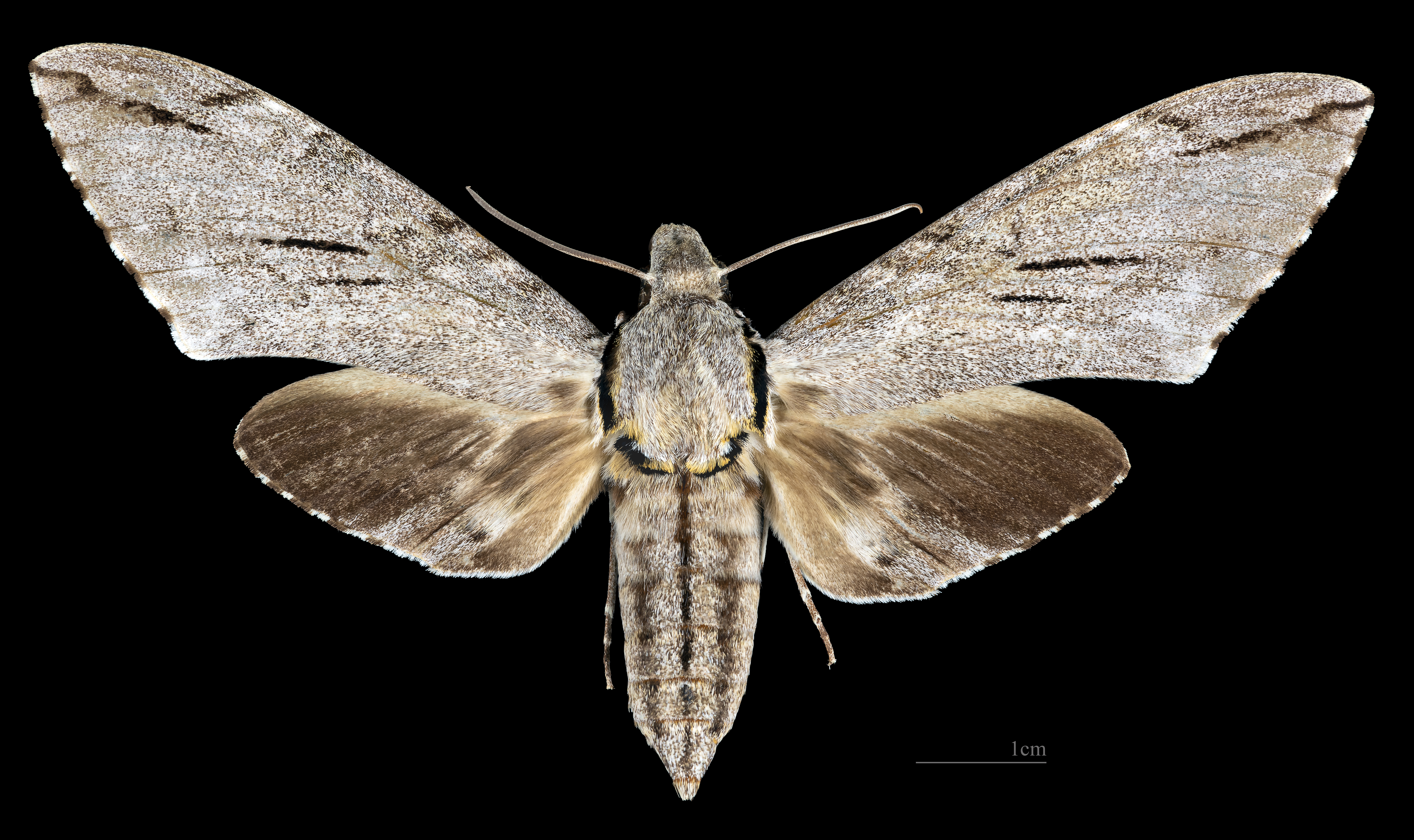
Psilogramma increta  ♀
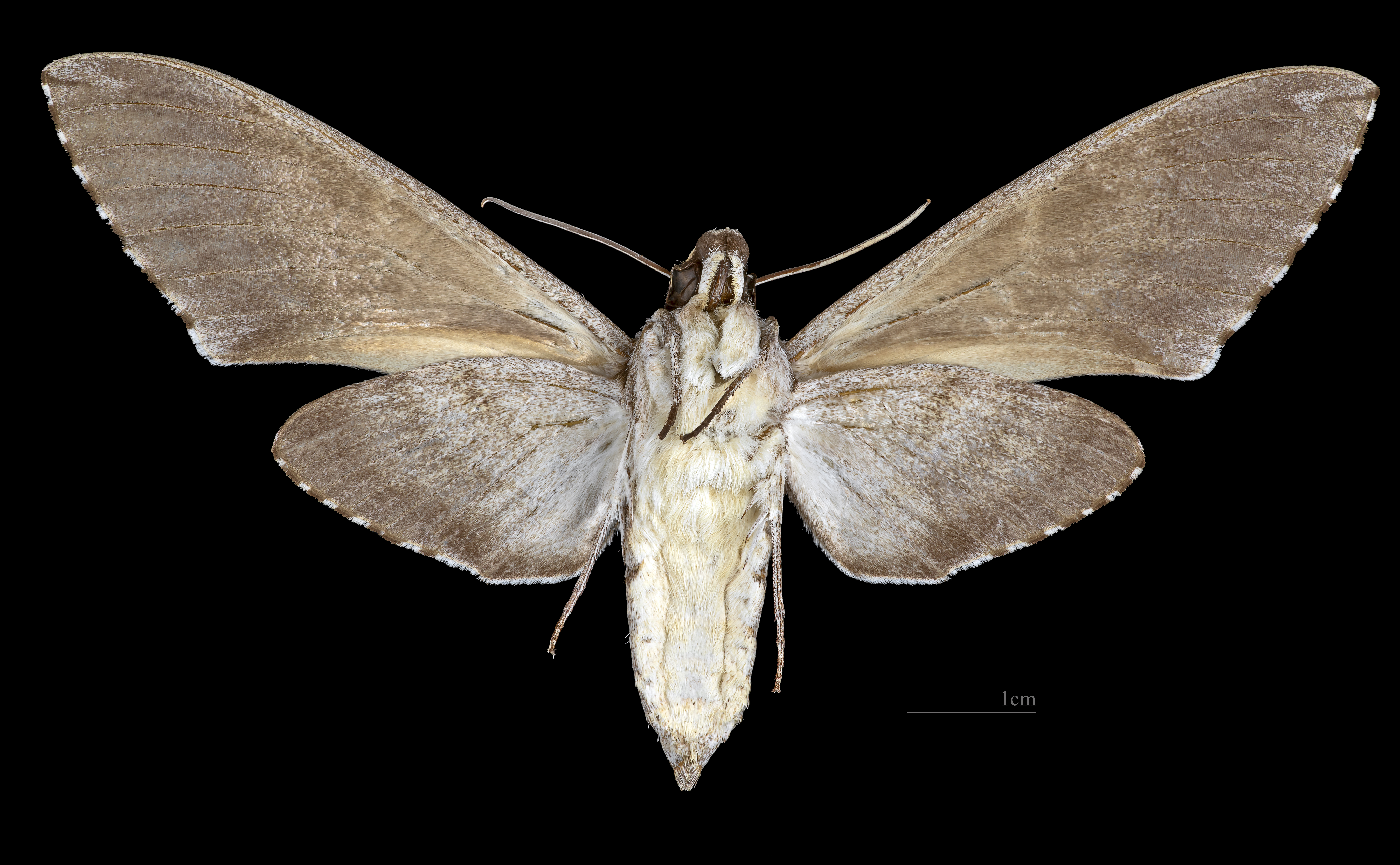
Psilogramma increta   ♀ △

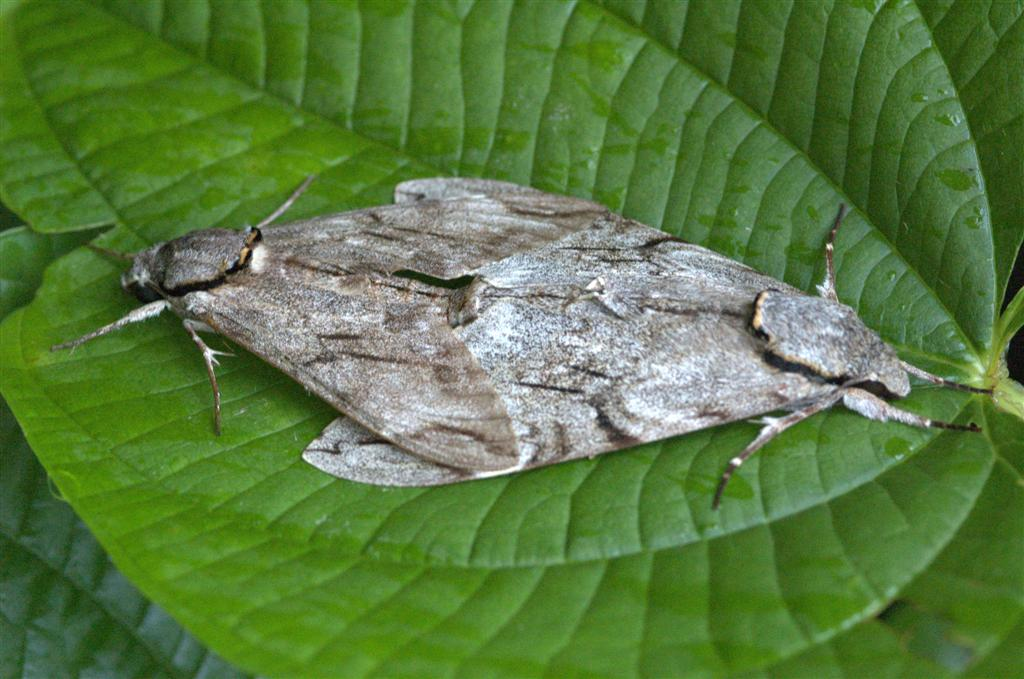
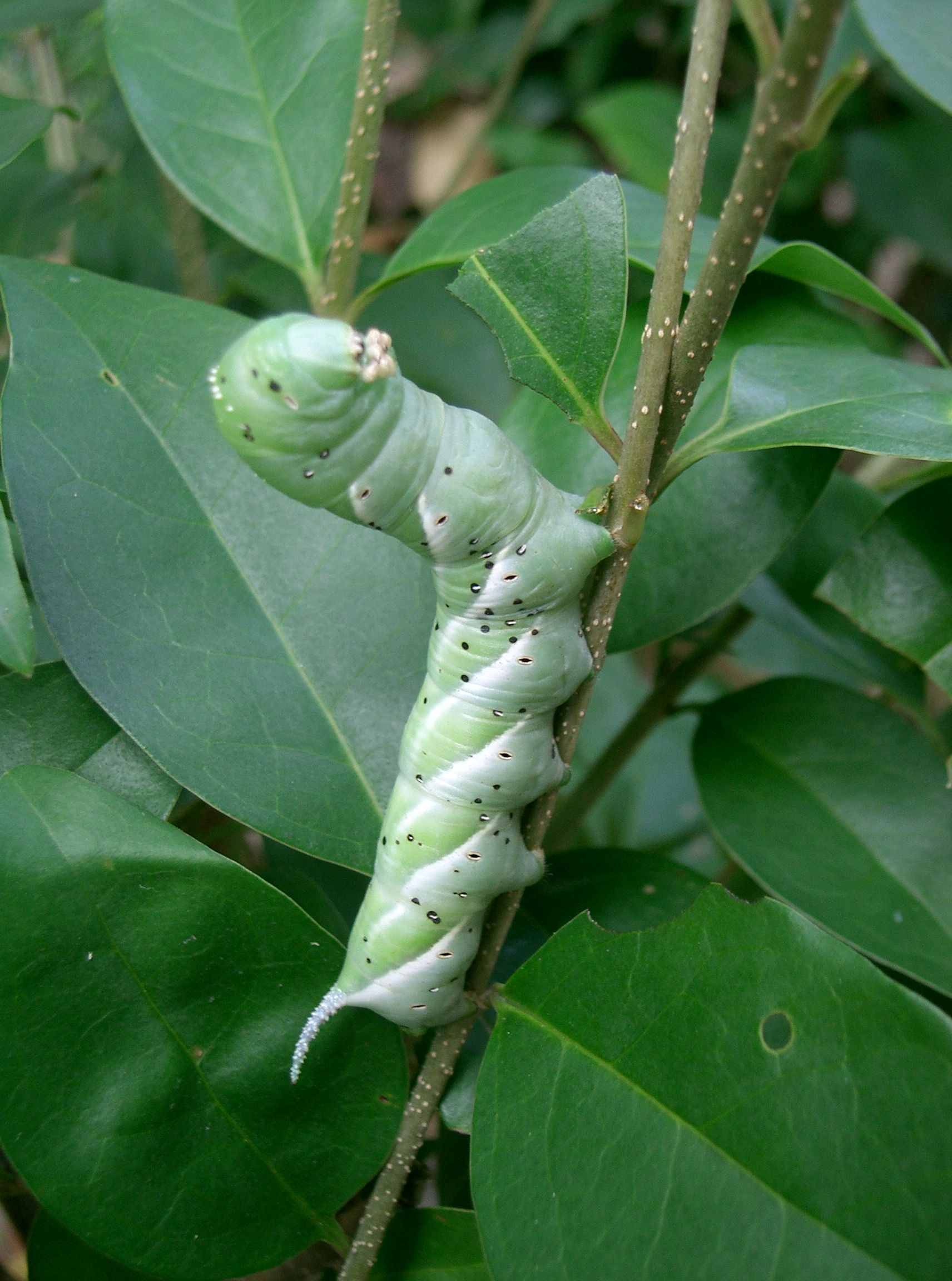